# Mark Dymond
Mark Dymond est un acteur britannique né le 14 février 1974 à Wimbledon en Angleterre. Il est marié depuis 2004 à l'actrice anglaise Jo Bourne-Taylor.

## Filmographie
- 2001 : Chez les heureux du monde : Paul Morpeth
- 2002 : Meurs un autre jour : Van Bierk
- 2003 : Blackball : Kyle Doohan
- 2006 : Donjons et Dragons, la puissance suprême : Berek
- 2006 : Attack Force (TV) : Phil
- 2007 : Northanger Abbey (TV) : Capitaine Frederick Tilney
- 2007 : Jusqu'à la mort : Mark Rossini
- 2011 : Will d'Ellen Perry (en)